# ماریاهوف
ماریاهوف (به آلمانی: Mariahof) یک منطقهٔ مسکونی در اتریش است که در مورو واقع شده است. ماریاهوف ۳۲٫۷ کیلومتر مربع مساحت دارد ۹۶۳ متر بالاتر از سطح دریا واقع شده است.